# 蚤草
蚤草（学名：Pulicaria prostrata）是菊科蚤草属的植物。分布在蒙古、俄罗斯、伊朗、欧洲以及中国大陆的新疆、黑龙江等地，多生在沙地、沟渠沿岸、草地以及路旁，目前已由人工引种栽培。